# J.League Division 2 2004
Die J.League Division 2 2004 war die sechste Spielzeit der japanischen J.League Division 2. An ihr nahmen zwölf Vereine teil. Die Saison begann am 13. März und endete am 27. November 2004, die erstmals ausgetragenen Relegationsspiele mit dem Tabellensechzehnten der Division 1 2004 wurden am 4. und 12. Dezember ausgetragen.
Meister und damit Aufsteiger in die J.League Division 1 2005 wurde Kawasaki Frontale. Neben Kawasaki stieg auch der Vizemeister Ōmiya Ardija auf. Der Drittplatzierte Avispa Fukuoka scheiterte in der Relegation in zwei Spielen an Kashiwa Reysol und verblieb in der Liga.

## Modus
Die Saison wurde in einem doppelten Doppelrundenturnier ausgetragen, die Vereine spielten demnach viermal gegeneinander, zweimal zuhause und zweimal auswärts; insgesamt ergaben sich somit insgesamt 44 Partien pro Mannschaft. Für einen Sieg gab es drei Punkte, bei einem Unentschieden einen Zähler. Die Tabelle wurde also nach den folgenden Kriterien erstellt:
1. Anzahl der erzielten Punkte
2. Tordifferenz
3. Erzielte Tore
4. Ergebnisse der Spiele untereinander
5. Entscheidungsspiel oder Münzwurf

Die beiden Vereine mit den meisten Punkten stiegen am Ende der Saison in die J.League Division 1 2005 auf. Der Tabellendritte spielte mit dem Tabellensechzehnten der J.League Division 1 2004 in Hin- und Rückspiel um einen weiteren Platz in der Division 1. Bei Torgleichheit nach Ende dieser zwei Spiele kam die Auswärtstorregel zur Anwendung; sollte auch diese keine Entscheidung bringen, wurde eine Verlängerung, die ab sofort durch die Abschaffung der Golden-Goal-Regel komplett gespielt würde, sowie nötigenfalls ein Elfmeterschießen durchgeführt.

## Teilnehmer
Insgesamt nahmen zwölf Mannschaften an der Spielzeit teil. Hierbei stiegen der Vorjahresmeister Albirex Niigata sowie der Vizemeister Sanfrecce Hiroshima in die Division 1 2004 auf; die Mannschaft aus Hiroshima kehrte nach dem Ausscheiden aus der Division 1 am Ende der Saison 2002 direkt in diese Spielklasse zurück, Albirex dagegen erreichte nach sechs aufeinanderfolgenden Jahren in der zweiten Liga – fünf davon in der Division 2 – zum ersten Mal in seiner Geschichte eine höchste Spielklasse des japanischen Fußballs.
Ersetzt wurden die beiden Aufsteiger durch die schlechtesten zwei Mannschaften der Division 1 2003. Dabei kehrten sowohl der Tabellenvorletzte Vegalta Sendai als auch Schlusslicht Kyōto Purple Sanga nach zwei gemeinsamen Jahren in der Division 1 in die Division 2 zurück.
| Verein             | Stadt/Region               | Stadion                                     |
| ------------------ | -------------------------- | ------------------------------------------- |
| Avispa Fukuoka     | Fukuoka, Fukuoka           | Hakatanomori Football Stadium1              |
| Consadole Sapporo  | Sapporo, Hokkaidō          | Sapporo Atsubetsu Stadium und Sapporo Dome2 |
| Kawasaki Frontale  | Kawasaki, Kanagawa         | Todoroki Athletics Stadium                  |
| Kyoto Purple Sanga | Kyōto, Kyōto               | Nishikyōgoku Athletic Stadium3              |
| Mito HollyHock     | Mito, Ibaraki              | Kasamatsu Stadium4                          |
| Montedio Yamagata  | Yamagata, Yamagata         | Yamagata Park Stadium5                      |
| Ōmiya Ardija       | Saitama, Saitama           | Ōmiya Park Stadium6                         |
| Sagan Tosu         | Tosu, Saga                 | Tosu Stadium7                               |
| Shonan Bellmare    | Hiratsuka, Kanagawa        | Hiratsuka Athletic Stadium                  |
| Vegalta Sendai     | Sendai, Miyagi             | Sendai Stadium8                             |
| Ventforet Kofu     | Städteverbund in Yamanashi | Kose Sports Park Stadium9                   |
| Yokohama FC        | Yokohama, Kanagawa         | Mitsuzawa Football Stadium10                |

Bemerkungen
1. Avispa Fukuoka trug ein Heimspiel im Honjō Athletic Stadium in Kitakyūshū, Fukuoka aus.[2]
2. Consadole Sapporo trug zwölf Heimspiele im Sapporo Atsubetsu Stadium und acht im Sapporo Dome aus. Zusätzlich dazu fanden je ein Heimspiel im Muroran Irie Stadium in Muroran, Hokkaidō und im Hakodate Chiyogaidai Park Athletic Stadium in Hakodate, Hokkaidō aus.[3]
3. Kyōto Purple Sanga trug je ein Heimspiel im Kagoshima Kamoike Stadium in Kagoshima, Kagoshima und im Kōchi Athletic Stadium in Kōchi, Kōchi aus.[4]
4. Mito HollyHock trug drei Heimspiele im Mito Stadium in Mito, Ibaraki und ein Heimspiel im Tochigi Green Stadium in Tochigi, Tochigi statt.[5]
5. Montedio Yamagata trug ein Heimspiel im Akita Stadium in Akita, Akita aus.[6]
6. Ōmiya Ardija trug zwei Heimspiele im Saitama Stadium 2002 und ein Heimspiel im Kumagaya Athletic Stadium in Kumagaya, Saitama aus.[7]
7. Sagan Tosu trug ein Heimspiel im Saga Athletic Stadium in Saga, Saga aus.[8]
8. Vegalta Sendai trug ein Heimspiel im Miyagi Stadium in Rifu, Miyagi aus.[9]
9. Ventforet Kofu trug ein Heimspiel im Matsumotodaira Football Stadium in Matsumoto, Nagano aus.[10]
10. Yokohama FC trug je ein Heimspiel im Yokohama International Stadium, im Yumenoshima Stadium in Tokio und im Edogawa Athletic Stadium in Tokio aus.[11]

## Trainer
| Verein             | Cheftrainer                                      |
| ------------------ | ------------------------------------------------ |
| Consadole Sapporo  | Masaaki Yanagishita                              |
| Vegalta Sendai     | Zdenko Verdenik                                  |
| Montedio Yamagata  | Jun Suzuki                                       |
| Mito HollyHock     | Hideki Maeda                                     |
| Omiya Ardija       | Toshiya Miura                                    |
| Kawasaki Frontale  | Takashi Sekizuka                                 |
| Yokohama FC        | Pierre Littbarski                                |
| Shonan Bellmare    | Matsuichi Yamada → Tatsuya Mochizuki → Eiji Ueda |
| Ventforet Kofu     | Hideki Matsunaga                                 |
| Kyoto Purple Sanga | Akihiro Nishimura → Kōichi Hashiratani           |
| Avispa Fukuoka     | Hiroshi Matsuda                                  |
| Sagan Tosu         | Ikuo Matsumoto                                   |

## Spieler
| Verein             | Spieler |
| ------------------ | --- |
| Consadole Sapporo  | Yōsuke Fujigaya (41/0), Yūki Okada (26/0), Junji Nishizawa (36/0), Yūshi Soda (38/2), Jin Satō (14/0), Kensaku Ōmori (13/0), Hiroyuki Nishijima (10/0), Hiroki Mihara (4/0), Makoto Sunakawa (34/2), Gakuya Horii (33/1), Kōji Nakao (20/0), Shin’ya Aikawa (40/7), Tatsunori Arai (27/3), Akihiro Tabata (38/3), Hiroshi Kichise (15/0), Atsushi Ichimura (34/1), Kazuya Kawabata (1/0), Tomoki Suzuki (27/0), Tomohiro Wanami (33/0), Yūsuke Saikawa (1/0), Kazumasa Uesato (17/0), Takeshi Kuwahara (14/0), Tetsuya Abe (4/0), Tomoaki Seino (44/9), Yūki Kaneko (8/1), Yūsuke Gondō (25/1) |
| Vegalta Sendai     | Kiyomitsu Kobari (1/0), Susumu Watanabe (2/0), Masahiro Kazuma (3/0), Shōgo Kobara (26/0), Gaspar (22/2), Sedloski (21/3), Toshiya Ishii (16/0), Naoki Chiba (27/1), Silvinho (35/5), Marcos (1/0), Fabio Nunes (10/4), Nobuyuki Zaizen (36/5), Hisato Satō (44/20), Masaya Nishitani (9/0), Yōsuke Nakata (26/0), Tatsuya Murata (2/0), Masato Harasaki (9/0), Hiroki Bandai (36/4), Takumi Morikawa (33/0), Kunimitsu Sekiguchi (10/1), Daijirō Takakuwa (44/0), Yōsuke Nishi (5/0), Katsutomo Ōshiba (39/9), Naoki Sugai (19/0), Kazuhiro Murakami (36/4), Ryūji Akiba (1/0), Takayuki Nakahara (18/2), Ryang Yong-gi (32/2), Kensuke Nebiki (26/0), Kōji Kumagai (13/0)                                                         |
| Montedio Yamagata  | Masayuki Ōta (28/0), Tsuyoshi Furukawa (22/1), Teruaki Kobayashi (43/2), Shin’ya Sakoi (24/0), Shinji Ōtsuka (40/3), Kenji Takahashi (34/1), Atsushi Nagai (38/2), Hideo Ōshima (43/22), Denni (20/2), Daisuke Hoshi (39/5), Toshihiko Uchiyama (28/1), Yūki Inoue (8/2), Masatoshi Matsuda (5/1), Shigeru Sakurai (40/0), Kōsei Nakamura (9/2), Kentarō Kawasaki (14/0), Masaru Akiba (31/1), Ryōsuke Nemoto (24/4), Kōichi Ae (4/0), Kōhei Hayashi (40/4), Leonardo (38/0), Katsuyuki Miyazawa (22/2), Naoya Umeda (12/2) |
| Mito HollyHock     | Kōji Homma (28/0), Masanori Kizawa (19/0), Takafumi Yoshimoto (15/2), Rikiya Kawamae (13/1), Naoki Mori (32/2), Tsuyoshi Tanikawa (8/1), Kenji Hada (30/2), Takamichi Seki (37/1), Yasutaka Kobayashi (40/9), Daisuke Kimori (32/1), Kazushi Isoyama (39/3), Yoshio Kitajima (27/0), Taijirō Kurita (34/0), Shingo Morita (8/1), Atsushi Matsuura (18/2), Keita Isozaki (34/4), Kentarō Yoshida (15/0), Shunta Nagai (15/0), Yūichi Shibakoya (39/0), Gō Kaburaki (3/0), Shinobu Itō (33/0), Kōsuke Suda (21/0), Shōhei Ogura (15/0), Kazuhiko Shingyōji (8/0), Marquinho (19/1), Hiroyuki Takeda (14/0), Masashi Ōwada (4/0) |
| Omiya Ardija       | Tomoyasu Andō (17/0), Seiichirō Okuno (44/2), Daiki Wakamatsu (27/0), Toninho (40/4), Daisuke Tomita (43/4), Tetsuhiro Kina (15/0), Hideyuki Ujiie (17/0), Masahiro Andō (44/1), Yutaka Takahashi (20/2), Daniel (5/0), Tuto (24/8), Bare (41/15), Kōsuke Kitani (18/1), Kōhei Morita (3/0), Masato Saitō (43/2), Tatsunori Hisanaga (40/2), Yūsuke Shimada (27/3), Daiju Matsumoto (1/0), Hiroki Aratani (27/0), Shin Kanazawa (41/4), Jun Marques Davidson (17/1), Satoshi Yokoyama (16/3), Yasunari Hiraoka (4/0), Hiroshi Morita (21/10), Takurō Nishimura (15/0) |
| Kawasaki Frontale  | Hiroki Itō (35/0), Hideki Sahara (22/1), Augusto (31/8), Yoshinobu Minowa (36/1), Iwao Yamane (5/0), Tōru Oniki (19/0), Tomoaki Kuno (32/1), Kazuki Ganaha (42/22), Juninho (39/37), Marcus (37/18), Shūhei Terada (33/2), Kengo Nakamura (41/5), Taketo Shiokawa (2/0), Shin’ya Yoshihara (41/0), Akira Konno (24/2), Tadamichi Machida (16/2), Yasuhiro Nagahashi (36/0), Seigo Shimokawa (3/0), Makoto Kimura (23/0), Naoki Sōma (15/0), Masaru Kurotsu (14/3), Satoshi Hida (6/1), Hiroyuki Taniguchi (11/1), Takumi Watanabe (24/0), Kazunari Okayama (2/0), Takurō Yajima (1/0) |
| Yokohama FC        | Yukinori Shigeta (1/0), Kōhei Usui (41/7), Mikio Manaka (4/0), Tomonobu Hayakawa (39/3), Mathieu (40/8), Tomoyoshi Ono (16/1), Tsuyoshi Yoshitake (9/0), Jefferson (11/2), Tomoya Uchida (39/3), Kōsaku Masuda (14/0), Takahiro Shibasaki (1/0), Hirotoshi Yokoyama (12/0), Jungo Kōno (18/0), Tweed (39/3), Michiharu Sugimoto (28/0), Tomotaka Kitamura (30/2), Shingi Ono (42/0), Tetsuya Ōkubo (17/1), Takanori Sugeno (43/1), Satoshi Ōtomo (33/0), Kazuya Iwakura (2/0), Shōji Jō (35/8), Mitsunori Yamao (39/1), Takanori Nakajima (36/0), Yasuo Manaka (13/1), Manabu Kubota (4/0) |
| Shonan Bellmare    | Masahito Suzuki (29/0), Shinji Jōjō (33/0), Tetsurō Uki (39/1), Yū Tokisaki (5/0), Hiroyuki Shirai (17/0), Kōji Nakazato (16/0), Yoshikazu Suzuki (26/0), Shingo Kumabayashi (19/0), Yasunori Takada (41/6), Tomoyuki Yoshino (23/0), Kōji Sakamoto (38/8), Amaral (19/2), Takayoshi Toda (19/0), Yūki Ishida (15/0), Palacios (17/0), Hiroki Kobayashi (9/0), Tsutomu Kitade (24/2), Daishi Katō (40/0), Naoki Ishihara (3/0), Yūya Sano (26/3), Yūsuke Murayama (35/4), Yūya Hikichi (6/0), Takuya Hara (6/0), Manabu Ikeda (1/0), Kōsuke Nakamachi (11/0), Kim Geun-chol (33/3), Kōsuke Yoshii (5/0), Michiaki Kakimoto (40/10), Kei Uemura (6/0)                                                                                |
| Ventforet Kofu     | Kensaku Abe (39/0), Hideaki Tominaga (38/3), Takuma Tsuda (29/4), Hideomi Yamamoto (18/1), Yukihiro Aoba (34/0), Kenji Nakada (4/0), Hiroyuki Dobashi (32/1), Kazuki Kuranuki (41/1), Daisuke Sudō (24/3), Ken Fujita (28/2), Takafumi Ogura (40/6), Hirotaka Uchibayashi (5/0), Katsuya Ishihara (36/3), Alair (31/1), Baron (23/14), Careca (5/0), Toshiki Chino (7/0), Takafumi Kanazawa (3/0), Yōsuke Ikehata (36/0), Jun Mizukoshi (29/3), Daisuke Matsushita (3/0), Kōtarō Yamazaki (18/5), Kazuki Tsuda (1/0), Kenta Suzuki (5/0), Tarō Hasegawa (17/3), Hidehito Shirao (8/1), Shin’ya Nasu (11/0), Makoto Watanabe (2/0), Yūya Satō (3/0), Le (6/0), Arata Sugiyama (22/0), Ichizō Nakata (5/0), Hirotoshi Yokoyama (12/0) |
| Kyoto Purple Sanga | Naohito Hirai (26/0), Satoru Suzuki (27/1), Tadashi Nakamura (4/0), Kazuhiro Suzuki (35/0), Kazuki Teshima (35/2), Kiyotaka Ishimaru (34/2), Shin’ya Tomita (31/1), Kim Do-kyun (17/0), Teruaki Kurobe (35/9), Daisuke Matsui (18/2), Yutaka Tahara (26/6), Biju (14/1), Leandro Vieira (1/0), Daisuke Nakaharai (39/6), Hiroki Nakayama (19/3), Daisuke Saitō (21/0), Makoto Atsuta (34/5), Atsushi Mio (28/6), Ryūta Hara (12/0), Choi Yong-soo (33/20), Daigō Watanabe (18/0), Masayuki Maegawa (1/0), Noboru Kohara (2/0), Shigeki Tsujimoto (18/1), Kōji Nishimura (19/0), Shigenori Hagimura (19/0), Yūsuke Mori (18/0), Takuya Muguruma (10/0), Hideaki Ikematsu (2/0), Takuya Mikami (19/0)                                 |
| Avispa Fukuoka     | Yūichi Mizutani (43/0), Asuka Tateishi (3/0), Alex (36/4), Shin’ya Kawashima (12/0), Mitsuru Chiyotanda (43/5), Yoshiyuki Shinoda (17/1), Kōhei Miyazaki (35/0), Roberto (30/2), Hiroyuki Hayashi (15/1), Hiroshi Fukushima (19/1), Bentinho (20/4), Edilson (15/2), Seiji Koga (33/9), Ken’ichirō Meta (43/2), Kazuyuki Ōtsuka (5/0), Takahiro Masukawa (43/4), Takashi Hirajima (36/1), Shigeki Kurata (29/0), Yūki Matsushita (11/0), Tōru Miyamoto (16/0), Keisuke Ōta (24/5), Ryōta Arimitsu (19/6), Hideki Tsukamoto (1/0), Yūsuke Tanaka (28/1), Kyōhei Yamagata (38/8) |
| Sagan Tosu         | Yasuhiro Tominaga (18/0), Shin Asahina (35/1), Takuji Miyoshi (6/0), Yūzō Tashiro (10/1), Satoshi Miyagawa (1/0), Hiromasa Suguri (25/1), Ōmi Satō (26/5), Katsuhiro Suzuki (4/0), Masayuki Ochiai (12/0), Naoki Naruo (10/0), Takumi Motohashi (40/3), Tarō Sugahara (8/0), Hidenori Katō (16/0), Junnosuke Schneider (26/0), Yoshirō Nakamura (38/1), Kōhei Yamamichi (33/0), Yoshiya Takemura (41/6), Akira Itō (41/4), Kōki Habata (22/4), Kōji Fujikawa (1/0), Ryūji Shimoshi (19/0), Tatsuomi Koishi (39/2), Jun Ideguchi (18/0), Jirō Yabe (30/2), Haruhiko Satō (36/0), Yoshiki Takahashi (27/1), Shōta Koide (15/0), Hiroshi Narazaki (6/0)                                                                                |

## Statistik

### Tabelle
| Pl.                    | Verein                 | Sp. | S  | U  | N  | Tore    | Diff. | Punkte |
| ---------------------- | ---------------------- | --- | -- | -- | -- | ------- | ----- | ------ |
| 1.                     | Kawasaki Frontale      | 44  | 34 | 3  | 7  | 104:380 | +66   | 105    |
| 2.                     | Ōmiya Ardija           | 44  | 26 | 9  | 9  | 063:380 | +25   | 87     |
| 3.                     | Avispa Fukuoka         | 44  | 23 | 7  | 14 | 056:410 | +15   | 76     |
| 4.                     | Montedio Yamagata      | 44  | 19 | 14 | 11 | 058:510 | +7    | 71     |
| 5.                     | Kyōto Purple Sanga (A) | 44  | 19 | 12 | 13 | 065:530 | +12   | 69     |
| 6.                     | Vegalta Sendai (A)     | 44  | 15 | 14 | 15 | 062:660 | −4    | 59     |
| 7.                     | Ventforet Kofu         | 44  | 15 | 13 | 16 | 051:460 | +5    | 58     |
| 8.                     | Yokohama FC            | 44  | 10 | 22 | 12 | 042:500 | −8    | 52     |
| 9.                     | Mito HollyHock         | 44  | 6  | 19 | 19 | 033:600 | −27   | 37     |
| 10.                    | Shonan Bellmare        | 44  | 7  | 15 | 22 | 039:640 | −25   | 36     |
| 11.                    | Sagan Tosu             | 44  | 8  | 11 | 25 | 032:660 | −34   | 35     |
| 12.                    | Consadole Sapporo      | 44  | 5  | 15 | 24 | 030:620 | −32   | 30     |
| Stand: Ende der Saison |                        |     |    |    |    |         |       |        |

| (A) | Absteiger aus der J.League Division 1 2003: Vegalta Sendai, Kyōto Purple Sanga |

### Relegation
In der erstmals ausgetragenen Relegation um einen Platz in der J.League Division 1 für die kommende Saison traf der Tabellendritte Avispa Fukuoka auf den Sechzehnten der Gesamttabelle der Division 1 2004, Kashiwa Reysol. Die beiden Spiele waren insgesamt eine einseitige Angelegenheit; nach Treffern von Harutaka Ōno und Tatsuya Yazawa für die Reysol im in Fukuoka ausgetragenen Hinspiel machten Yūji Unozawa und Yasuhiro Hato eine Woche später vor heimischer Kulisse den Klassenerhalt für den Favoriten klar.

#### Hinspiel
| Paarung        | Avispa Fukuoka – Kashiwa Reysol                  |
| Ergebnis       | 0:2 (0:0)                                        |
| Datum          | 4. Dezember 2004                                 |
| Stadion        | Hakatanomori-Stadion, Fukuoka                    |
| Zuschauer      | 20.522                                           |
| Schiedsrichter | Toshimitsu Yoshida                               |
| Tore           | 0:1 Harutaka Ōno (47.), 0:2 Tatsuya Yazawa (89.) |

#### Rückspiel
| Paarung        | Kashiwa Reysol – Avispa Fukuoka                 |
| Ergebnis       | 2:0 (0:0)                                       |
| Datum          | 12. Dezember 2004                               |
| Stadion        | Hitachi Kashiwa Soccer Stadium, Kashiwa         |
| Zuschauer      | 13.149                                          |
| Schiedsrichter | Jōji Kashihara                                  |
| Tore           | 1:0 Yūji Unozawa (57.), 2:0 Yasuhiro Hato (61.) |